# Cartas a Dios
Cartas al cielo (2010, Letters to God) es una película de drama cristiana dirigida por David Nixon y protagonizada por Robyn Lively, Jeffrey Johnson, Tanner Maguire, Michael Bolten y Bailee Madison. La historia fue escrita por Patrick Doughtie sobre su hijo Tyler, con el guion escrito por Doughtie, Art D'Alessandro y Douglas Cullen. La historia tuvo lugar en Nashville, Tennessee, pero la película se rodó en Orlando, Florida.
Está basada en la historia real de Tyler Doherty, que fue interpretado en la película por Tanner Maguire. Ciertas partes de la historia son reales mientras que otras son ficción, como el personaje del cartero alcohólico Brady McDaniels (Jeffrey Johnson), que recibe las  "cartas a Dios" enviadas por Tyler. La película fue estrenada en cines el 9 de abril de 2010, con críticas variadas. A pesar de la apertura en la posición #10 en la taquilla, cayó sólo 92.000 dólares por debajo de su presupuesto de 25, con un final bruto de $2.9 millones de dólares.

## Sinopsis
Tyler Doherty (Tanner Maguire) es un niño de ocho años enfermo de cáncer. Como no puede jugar con los niños de su edad y es consciente de los problemas que tiene para seguir adelante, busca la esperanza escribiendo unas cartas a su mejor amigo: Dios. El cartero del barrio, Brady McDaniels (Jeffrey Johnson), que atraviesa una grave depresión, encuentra en esas cartas la fe necesaria para seguir viviendo y, de paso, recuperar a su hijo y liberarse del alcoholismo. 

## Elenco
- Robyn Lively como Maddy Doherty.
- Jeffrey Johnson como Brady McDaniels.
- Tanner Maguire como Tyler Doherty.
- Bailee Madison como Samantha "Sam" Perryfield.
- Michael Bolten como Ben Doherty.

## Producción
Pat Doughtie y su hijo fallecido, Tyler, se convirtieron en una historia importante en Nashville, Tennessee, cuando Julie Buchanan fue declarada culpable de robar dinero del fondo de cáncer del chico. Cuidando su hijo, Doughtie perdió su trabajo y su casa, y su hijo no tardó en morir. «Una vez que pasó, me decidí a escribir un libro», dijo Doughtie, que no estaba seguro de adonde lo llevaría contar la historia de su hijo. Fue a clases de escritura cinematográfica y pronto escribió el guion de Cartas a Dios. Este atrajo la atención de David Nixon, que había coproducido las exitosas películas cristianas Sherwood Pictures Facing the Giants y Fireproof.
Se asumió que cualquier historia que involucrase a Tyler Jonas incluiría a Julie Buchanan, que robó el dinero de su fondo de cáncer, sin embargo, la vida real de Tyler es el cáncer en lugar de ficción: cartas a Dios interceptadas por un cartero alcohólico. Doughtie quería que Cartas a Dios se rodara en Nashville, pero acabó filmándose en Orlando, Florida, por razones económicas. David Nixon, Swanson Tom Dawson y Kim lideran un grupo de inversionistas en el desarrollo de tres películas basadas en la fe a través de imágenes posibilidad, la primera siendo Letters to God. La película tuvo un presupuesto de producción de aproximadamente $ 3 millones.

## Entrega
Cartas a Dios fue estrenada en cines el 9 de abril de 2010. Nixon dijo que esperaba que la película funcionara durante tres o cuatro meses, y que después fuera a Blu-ray y DVD alrededor de julio o agosto de 2010. Fue lanzado en DVD 10 de agosto. El tráiler oficial fue publicado la semana de Navidad, pero Christianity Today tuvo acceso temprano a la misma. Los realizadores dijo Tim McGraw se ha comprometido a mostrar el tráiler de la película a los 16 años de sus conciertos porque perdió a un familiar con el cáncer.

## Taquilla
Cartas a Dios fue liberada a los cines el 9 de abril de 2010 en 897 salas de cine y debutó # 10 en la taquilla con $ 1,101,204.00 en su primer fin de semana. Al igual que en la reciente película cristiana To Save a Life, Letters to God ha obtenido buenos resultados de taquilla en los mercados más pequeños con una mayor concentración de espectadores cristianos, incluyendo Charlotte, Carolina del Norte, y Columbus, Ohio. El seguimiento fue mayor entre las familias y las mujeres. La película cayó un 43% en su segundo fin de semana, 620.580 dólares, acumulando 2.020.830 dólares en dos semanas. Se cerró en junio de 2010 tras recaudar US $ 2.850.000, cayendo sólo $ 150.000 por debajo de su presupuesto.

## Banda Sonora
Un CD con la música de la película y una canción interpretada por Anne Marie Boskovich fue publicado el 22 de abril de 2010. Hasta el momento ha vendido 3.000 ejemplares.
Lista de Canciones.
- We can try - Between the trees.
- Gentleman - Between the trees.
- Everything is beautiful - Anne Marie
- Water's Edge - Aaron Bernhart.
- Amazing Grace - Wintley Phipps.
- Throw me a live - Michael Gleason
- Have you met jesus? - Derric Johnson.
- My Wish - Rascall Flatts.
- You give me hope - Ryan Kirkland.
- Dear Mr. God - Warren Brothers.
- A beautiful end - J. R. Richards.
- Hope now - Addison Road

## Recepción
Cartas a Dios recibió críticas mixtas, por lo general negativas de los principales críticos de cine y mucho más positivas por parte de los cristianos. Tiene una calificación de 21% en Rotten Tomatoes basado en quince opiniones, y el 31% en Metacritic basado en siete exámenes. 
John Beifuss de The Commercial Appeal dijo que la película es 

«a veces conmovedora, a veces una torpe mezcla de drama familiar sentimental, educación sobre el cáncer infantil y proselitismo cristiano».

Roger Moore del Orlando Sentinel dio a la película un ½ de 4 estrellas, y dijo

«Cartas a Dios es ciertamente favorable a la familia, [pero] la insipidez la priva de cualquier emoción o el rescate al que apuntaban los realizadores.»

. 
El Gurú Movie NYC dio a la película una crítica positiva:

«Cartas a Dios se las arregla para ser un gran corazón , estimulante y fascinante drama para todas las edades. Esto inspirará a abrir su corazón compasivo y encontrar la esperanza, la fe y la comodidad durante todo penurias de su vida.»

La película fue muy bien recibida por los críticos de cine cristiano. La Fundación Dove dio a la película cinco estrellas. Phil Boatwright de la Prensa Bautista llamó a la película 

«Un triunfo. Una de las mejores películas que usted y su familia podrán ver durante todo el año».

Ted Baehr de Movieguide dijo:

«Cartas a Dios es una película impresionante. Está muy bien escrita. El diálogo es tenso y hace progresar la historia. La calidad de la producción es de primera clase. Hay atención incluso grandes de la música [...] el tipo de película que desea que todos la vean, una de las películas más estimulantes e inspiradoras en mucho tiempo.»

Plugged In dijo:

«Cartas a Dios en realidad va mucho más allá de la historia probada y verdadera de un niño encantador que tiene cáncer. Lo hace añadiendo la dimensión espiritual.»

- Datos: Q3278178